# Gée (Fluss)
Die Gée ist ein Fluss in Frankreich, der im Département Sarthe in der Region Pays de la Loire verläuft. Sie entspringt beim Ort Souvré, im Gemeindegebiet von Neuvy-en-Champagne, entwässert generell Richtung Süd bis Südost durch das Gebiet westlich von Le Mans und mündet nach rund 31 Kilometern an der Gemeindegrenze von Fercé-sur-Sarthe und Noyen-sur-Sarthe als rechter Nebenfluss in die Sarthe. 

## Orte am Fluss
- Coulans-sur-Gée
- Brains-sur-Gée
- Crannes-en-Champagne
- Vallon-sur-Gée
- Maigné
- Fercé-sur-Sarthe